# Hamilton (futebolista)
Hamilton dos Santos (Rio de Janeiro, 6 de Maio de 1977) é um ex-futebolista brasileiro que jogava como lateral-esquerdo.

## Carreira
Revelado nas categorias de base do Botafogo-RJ, o lateral-esquerdo Hamilton conquistou o Torneio Rio-São Paulo com o clube em 1998. Em 2000, já no Atlético-GO, foi Campeão Goiano da Segunda Divisão. Com a camisa do Voltaço, em 2005, conquistou o Torneio Internacional de Volta Redonda - fazendo um dos gols da equipe na semifinal, numa conbrança de falta - a Taça Guanabara e o vice-campeonato estadual - participou dos 2 jogos da final. Num total, ele jogou 137 partidas pela equipe do sul-fluminense.
Disputou a Série A com o Náutico, em 2007.

### Histórico
| Ano       | Clube               |
| --------- | ------------------- |
| 1998-1999 | Botafogo-RJ         |
| 2000      | Atlético Goianiense |
| 2001      | Arraial do Cabo     |
| 2001      | PFK Krylya Sovetov  |
| 2002      | Portuguesa Santista |
| 2002      | Tigres              |
| 2003      | Olaria              |
| 2003      | Angra               |
| 2004      | Zacatepec           |
| 2004      | Real España         |
| 2005-2006 | Volta Redonda       |
| 2007      | Nautico             |
| 2008      | Volta Redonda       |
| 2008      | Treze               |
| 2009      | Boavista-RJ         |
| 2009      | Goytacaz            |
| 2010      | Resende-RJ          |
| 2011      | Duque de Caxias     |

## Títulos
- 1998 - Torneio Rio - São Paulo (Botafogo)
- 2000 - Campeonato Goiano da 2ª divisão (Atlético-GO)
- 2005 - Campeão Copa Finta Internacional (Volta Redonda)
- 2005 - Campeão Taça Guanabara (Volta Redonda)
- 2005 - Vice-Campeão Campeonato Carioca (Volta Redonda)